# Seom gaeguli manse
Pour plus de détails, voir Fiche technique et Distribution.
Seom gaeguli manse (섬 개구리 만세) est un film sud-coréen réalisé par Jung Jin-woo, sorti en 1972.

## Synopsis
Un couple d'enseignants essaient de créer une école sur l'île Sachi malgré l'opposition des locaux.

## Fiche technique
- Titre : Seom gaeguli manse
- Titre original : 섬 개구리 만세
- Titre anglais : Long Live the Island Frogs
- Réalisation : Jung Jin-woo
- Scénario : Seo In-kyung et Yu Dong-hun
- Musique : Han Sang-gi
- Photographie : Yoo Jae-hyung
- Montage : Kim Hui-su
- Production : Jung Jin-woo
- Société de production : Woo-jin Films
- Pays :  Corée du Sud
- Genre : Drame
- Durée : 98 minutes
- Dates de sortie : 
  -  Corée du Sud : 18 avril 1972

## Distribution
- Ju Seon-tae
- Shin Il-ryong

## Distinctions
Le film a été présenté en sélection officielle en compétition lors de la Berlinale 1973.